# Kakanski Kanal
Kakanski Kanal är ett sund i Kroatien. Det ligger i den södra delen av landet, 240 km söder om huvudstaden Zagreb.